# 테니스의 왕자
《테니스의 왕자》(テニスの王子様 데니스노오지사마[*])는 고노미 다케시의 만화이며, 일본 슈에이샤의 《주간 소년 점프》에서 1999년 34호부터 2008년 18호까지 연재되었다.
현재 애니메이션으로는, TV 도쿄에서 방영하고 하마나 다카유키가 제작한 2001년작(178화)과 다다 슌스케가 제작한 OVA-전국대회편이 있다. 그리고 2001년 한국에서 투니버스에서 방영하다 중도 종영(48화까지)되었다. 관련 제작물은 극장판, 뮤지컬, 실사영화, 게임, 음반, 라디오 등이 있으며, 현재 중국에서 실사드라마를 제작 중이다. 대한민국에서는 투니버스를 통해 볼 수 있다. 라프텔(VOD 사이트)에서는 테니스의 왕자 파트1~7이라는 이름으로 VOD를 걸어 놓고 있다.

## 개요
〈주간 소년 점프〉(슈우에이샤 刊)에서 1998년 41호 파일럿판 게재를 시작으로 1999년 32호부터 연재를 개시하였으며, 2008년 14호의 종료까지 약 9년 간에 걸쳐서 연재되었다. 그리고 이후 2009년 3월부터 후속 시리즈인 《신 테니스의 왕자》가 〈점프 스퀘어〉에서 연재되기 시작하였다. 약칭은 ‘테니프리’(テニプリ)이며, 단행본은 전 42권이며 공식 팬북은 10.5권, 20.5권, 40.5권, 일러스트집은 30.5권이다.
주인공을 시작으로 등장 인물의 상당수가 천재적으로 그려져 일반적인 등장 인물과의 격차가 심해 결과적으로 노력과 우정으로 승리를 이루어낸다는 종래의 ‘스포츠 근성’과는 다르지만 노력이나 부원끼리의 협조나 협력이 전혀 없는 것은 아니다. 또, 다른 작품도 존재하는 요소이지만 특히 이 작품은 중학생의 테니스 기술들로서는 너무 황당한 필살기나 과장된 표현들이 많아, 단행본 최종권의 초판 띠에서는 ‘스포츠 만화의 혁명작’이라고 묘사했다.

### 미디어 전개
미디어 융합이 활발히 펼쳐져 2001년부터 2005년에 걸쳐 텔레비전 애니메이션화를 시작으로 2003년부터는 뮤지컬화, 2006년에는 다큐멘터리 영호화와 텔레비전 애니메이션 속편의 OVA화, 2008년에는 중국에서 실사 드라마화가 되었다. 이런 전개와 관련해 많은 관련 상품이 무빅·아니메이트에서 발매되어, 그 결과로 관련 상품 판매가 정상 자리를 독주하는 인기 장르가 되었다. 2008년 11월부터는 《점프 스퀘어》에서 트리뷰트 기획으로 〈방과후의 왕자〉가 사쿠라 켄이치에 의해 연재 개시되었다.

### 관련 서적
전 테니스 프로 마츠오카 슈조는 〈테니스의 왕자 승리학〉에서 이 작품의 장면이나 기술을 해설하면서 테니스론을 설파하고 있다. 표지는 코노미 타케시의 신작이다.

## 줄거리
주인공 에치젠 료마는 미국 각 주의 테니스 주니어 대회에서 4연속 우승 경력을 가지고 있는 천재 테니스 소년이다. 미국에서 귀국한 료마는 테니스 명문 ‘세이슌 학원 중등부’에 입학하여, 전국 제패를 목표로 한 세이가쿠 테니스부에 입부하였다. 1학년으로서는 최초로 레귤러 멤버가 된 료마는 가지각색의 상대 학교나 라이벌, 가끔 동료와의 시합을 거쳐 성장해나가는 스토리이다.
원작은 약 9년에 걸친 장기 연재 작품이지만, 이야기 속에 그려진 내용은 주인공 에치젠 료마가 일본에 와서 중학교 입학 직후에 테니스부에 입부한 4월부터 전국 대회 결승전을 펼친 8월 23일까지의 사건을 다루고 있으며, 스토리에서 경과 시간은 4개월 정도이다.
《신테니스의 왕자》는 전국 대회 결승 3일 후, 갑자기 자취를 감춘 료마가 다시 일본에 돌아와, 가을에 시작한 U-17 선발 대회에 특별 참가가 허락된 세이가쿠 동료들이나 한 때의 라이벌들, 정규 참가자인 고교생들과 서로 경쟁하는 모습을 그리고 있다.

## 등장인물

### 세이가쿠 레귤러
에치젠 료마
1학년이지만 세이슌 중학교의 레귤러의 일원으로, 올라운더이며 왼손잡이이다. 작은 키 때문에 무시받는 경우도 있지만 미국 주니어 대회 4회 연속 우승한 실력자이다. 미국에서 활동했기 때문에 일본에서는 유명하지 않다. 전직 프로 테니스 선수였던 에치젠 난지로의 아들로, 매일 아버지와 시합을 하며 아버지를 이겨보겠다는 생각으로 수많은 노력을 했고 그만큼 강해졌다. 노려보는 듯한 사나운 눈초리, 무뚝뚝하고 건방진 성격으로 선배들을 대할 때는 가관이다. 테니스 선수로서의 단점은 복식을 할 줄 모른다. 특기는 트위스트 서브, 드라이브 B, 드라이브 A, 드라이브 C이다. 애니메이션과 OVA에서의 성우는 미나가와 준코(일본판), 김율(투니버스판)이다.
데즈카 쿠니미츠
3학년으로 세이슌 테니스부 부장이자 학생회장이다. 올라운더이며 왼손잡이로, 고교 테니스계에서도 주목하고 있는 인재이다. 부원들에게 엄격하고 전국대회에서 반드시 우승한다는 열정을 지닌 방심없는 중학생이다. 극장판에서는 공룡을 불러내고 운석을 충돌시키는 등의 훌륭한 기술을 선보이기도 한다. 특기는 데즈카 존, 제로식 드롭이다. 성우는 오키아유 료타로(일본판), 서윤선(투니버스판)이다.
오오이시 슈이치로
3학년으로, 세이슌 테니스부 부부장을 맡고 있다. 별명은 '상쾌한 계란'이다. 주로 키쿠마루와 복식콤비를 이룬다. 넓은 시야로 시합의 흐름을 읽어나가는 지능적인 플레이를 한다. 자신을 희생하면서 주위 사람들을 배려한다. 이는 임산부를 구하고 자신의 팔이 다쳤는데도 아무런 불평을 하지 않는 모습에서 잘 보인다. 매력 포인트는 독특한 머리 스타일이며 연애소설을 좋아한다는 점이다. 특기는 문발리, 오이시의 영역이다. 애니메이션과 OVA에서의 성우는 콘도 타카유키(일본판), 최재호(투니버스판)다.
후지 슈스케
3학년으로, 실력은 데즈카 다음인 NO.2라고 한다. 자신의 포커페이스를 유지하며 지능적인 플레이를 하고, 약점을 타인에게 간파당하지 않는 테니스 천재이다. 늘 웃는 얼굴이지만 심각한 상황이 닥치면 눈을 날카롭게 뜬다. 그의 동생인 후지 유타가 자신을 경쟁자로 생각했는데도 그를 아주 아낀다. 특기는 트리플카운터(제비반전술, 불곰덫, 백경)이다. 애니메이션과 OVA에서의 성우는 카이다 유키(일본판), 강호철(투니버스판)이다.
키쿠마루 에이지
3학년으로, 곡예플레이를 좋아한다. 주로 오이시와 복식콤비를 이룬다. 5남매의 막내이기 때문인지 촐랑대고 나서기 좋아하는 성격이다. 독특한 어휘를 사용하고 료마한테 '꼬맹이'라며 약을 올린다. 그렇지만 선배같은 면목도 있다. 오이시가 임산부를 구하다가 다쳤을 때, 급조로 모모시로와 복식을 하게 된다. 이때 4-0으로 지고 있었는데, 나서고 싶은 것을 누르고 선배로서 후위를 담당한다. 특기는 다이빙 발리, 곡예플레이이다. 애니메이션과 OVA에서의 성우는 타카하시 히로키(일본판), 박성태(투니버스판)다.
이누이 사다하루
3학년으로, 미리 상대의 정보를 파악하고 상대가 어떻게 공격할지 확률을 계산해 플레이한다. 하지만 료마와의 대결에서 료마의 공격이 그의 예측보다 빨라지자 결국 지고 만다. 그 후 그는 레귤러들의 연습메뉴의 배로 연습하고, 결국 모모시로를 제치고 레귤러가 된다. 자신도 감당하지 못할 만큼 맛없는 영양드링크제를 만들어 놓고 벌칙게임을 하는 것을 즐긴다. 특기는 데이터 테니스, 고속서브이다. 일본에서 애니메이션과 OVA에서의 성우는 츠다 켄지로(일본판), 신용우(투니버스판)다.
카와무라 타카시
3학년으로, 폭발적인 힘을 살려서 화끈한 플레이를 한다. 평소에는 소심하지만, 라켓을 쥐면 도발을 하는 적극적인 성격이 된다. 적극적인 성격일 때의 입버릇을 따 이를 '버닝'이라고 부른다. 초밥집 아들로, 고등학생이 되면 초밥에 대한 수련을 해야 하므로 테니스에 대한 열정이 강하다. 특기는 버닝서브, 파동구이다. 애니메이션과 OVA에서의 성우는 카와모토 나루(일본판), 김영찬(투니버스판)이다.
모모시로 타케시
2학년으로, 애칭은 모모이다. 라이벌인 음침한 성격의 카이도 카오루와는 달리 장난스럽고 활발한 성격이며 료마랑 특히 잘 어울린다. 늘 멋을 부리고 다닌다. 굉장한 힘을 지니고 있어 플레이 방식도 공격적이고 호탕하다. 카이도 카오루와는 1학년 때부터 경쟁하고 있다. 특기는 덩크스매시, 잭나이프이다. 애니메이션과 OVA에서의 성우는 오노사카 마사야(일본판), 최지훈(투니버스판)이다.
카이도 카오루
2학년으로, 가끔씩 뱀 같은 소리의 한숨을 쉬기도 하고, 공이 반원처럼 휘어지는 버기휩샷을 응용한 '스네이크'를 써서 상대를 계속 뛰어다니게 해 탈진시키고 나서 압박시키는 플레이를 하므로 살무사라는 별명을 가지고 있다. 그러나 정작 자신은 그 별명을 싫어한다. 테니스를 위한 연습을 굉장히 많이 하는 노력파이다. 마찬가지로, 모모시로 타케시와 경쟁중이다. 특기는 스네이크, 부메랑 스네이크이다. 애니메이션과 OVA에서의 성우는 키야스 코헤이(일본판), 현경수(투니버스판)이다.

### 릿카이 레귤러
유키무라 세이이치
3학년으로, 왕좌 릿카이 대학 부속 중학교 테니스부의 부장이다. '신의 아이'로 불린다. 머리에 쓰인 헤어밴드가 특징이다. 중학교 2학년부터 3학년까지 갈랑바레 증후군이라는 난치병에 걸려 병원에 입원해 있었다. (연재 당시에는 갈랑바레 증후군으로 기입되었지만, 후에 고쳐졌다. 정확한 병명은 나오지 않았다.) 릿카이의 BIG 3 중 하나로, 레귤러 져지를 어깨 위에 걸치고 다닌다. 특기는 '정신적 압박에 의한 입스'라고 할 수 있으나 팬북 40.5에 따라 '무아의 경지'로 한다. 성우는 나가이 사치코(일본판), 김영선(애니맥스)이다.
사나다 겐이치로
3학년으로, 릿카이 대학 부속 중학교 테니스부의 부부장이다. 데즈카의 라이벌이며, '황제'로 불린다. 패배하는 레귤러들에게 철권체제를 하는 귀신 부부장이다. 검도가 특기로 테니스 플레이 타입은 올라운더이며, 역시 BIG 3의 하나이다. 데즈카와 둘이서 투톱의 노안으로 유명하다. 특기는 풍림화음산뢰(초반에는 풍림화산이라는 필살기로 알려져 있었다)이다. 성우는 쿠스노키 타이텐(일본판), 현경수(애니맥스)이다.
야나기 렌지
3학년으로, 이누이 사다하루의 소꿉친구이다. 교수라 불렸고, '마스터'로 불린다. 눈이 있는 듯 마는 듯 감고 다니는 것이 특징이다. 플레이 스타일은 카운터 펀쳐이며 데이터 테니스를 구사한다. 릿카이 테니스부의 회계이다. 역시 BIG 3 중 하나이다. 아날로그를 좋아한다. 특히 2학년 키리하라 아카야를 잘 돌보고, 친하다. 테니스의 왕자 1부까지는 (2부는 신 테니스의 왕자) 키리하라를 유일하게 통제할 수 있던 인물이었다. 특기는 매미허물과 회오리치기이다. 성우는 타케모토 에이지(일본판), 서윤선(애니맥스)이다.
야규 히로시
3학년으로, '신사'라고 불린다. 안광이 보이지 않은 역광 안경을 쓴 이대팔 앞머리가 특징으로, 존댓말을 항상 사용하며 예의가 무척이나 바르다. 플레이 스타일은 서브 앤 발리이며, 테니스부의 사기꾼 니오 마사하루와 복식 콤비이다. 특기는 레이저빔이다. 성우는 츠다 에이스케다.
니오 마사하루
3학년으로, '코트 위의 사기꾼'으로 불린다. 10수, 20수를 먼저 읽는다는 무서운 사기꾼이다. 은발의 삐죽한 꽁지머리에 입술 점이 특징이다. 야규 히로시와 복식 콤비이며 플레이 스타일은 올라운더이다. 릿카이의 유일한 왼손잡이다. 특기는 사기술로 하는 테니스 게임, 일루젼(다른 플레이어의 모습을 자신에게 적용시킨다)이다. 말버릇은 푸릿, 피요, 그리고 푸피나 등이 있다. 성우는 마스다 유우키이다.
마루이 분타
3학년으로, '발리 전문가'로 불린다. 릿카이 대학 부속 중학교의 천재 발리 플레이어이다. 붉은 단발 머리에 매일 풍선껌을 씹으며 항상 자신의 주특기를 보인 이후 '어때? 천재적?' 이라고 반문하는 말버릇을 지녔다. 플레이 스타일은 서브 앤 발리어, 쟈칼 쿠와하라와 복식 콤비이다. 특기는 철기둥 맞추기와 묘기 줄타기이다. 성우는 타카하시 나오즈미이다.
쟈칼(쟈캴) 쿠와하라
3학년으로, '4개의 폐를 가진 자'로 불린다. 브라질 혼혈로 까만 얼굴에 민둥 머리를 지녔다. 마루이 분타와 복식 콤비이며 늘 그에게 져주는 모습을 보인다. 일본식으론 쿠와하라 쟈칼이다. 플레이 스타일은 카운터 펀쳐이며, 특기는 포지티브 디펜스이다. 무지막지한 체력으로 철벽 같은 방어를 구사한다. 성우는 히야마 노부유키이다.
키리하라 아카야
2학년으로, 릿카이 대학 부속 중의 '2학년 에이스'로 불린다. 레귤러들 중 단 하나의 2학년이다. 곱슬거리는 검은 머리카락을 지녀 별명은 미역이다. 하지만 시합 중 미역이라 불리면 눈이 붉게 충혈되며 데빌화 한다. 왼손잡이 플레이어와의 시합에 대비한 선수이다. 다소 공격적으로, 플레이 스타일은 어그레시브 베이스 라이너이며, 특기는 스피드 플레이와 너클 서브이다. 성우는 모리쿠보 쇼타로(일본판), 현경수(애니맥스)이다.

### 효테이 레귤러
아토베 케이고
3학년으로, 효테이 중학교의 학생회장 겸 테니스부의 부장이다. 부원이 200명이 넘는 효테이 테니스부를 이끌고 있다. 치밀한 두뇌와 강한 신념, 독자적인 세계관을 가진 존재이다. 일부러 강하게 자기를 내세우는 일은 없지만, 타고난 제왕 같은 풍격과 지적인 분위기가 있기 때문에, 자연스레 사람의 마음을 끌어당긴다. 라이벌은 데즈카라고 하고, 데즈카와의 테니스 시합에서 승리를 거두고 싶어한다(관동대회에서 아토베는 데즈카를 상대로 7-6 로 승리 하였다.). 플레이 스타일은 올라운더이며, 특기는 파멸에의 론도(만화에서는 파멸에 이르는 윤무곡), 안력, 탄호이저 서브, 얼음세계이다. 성우는 스와베 쥰이치(일본판), 엄태국(애니맥스), 이주창(투니버스)이다.
오시타리 유시
3학년으로, 아토베가 인정한 효테이의 천재이다. 자제심이 강하고, 여간해서는 본심을 드러내지 않는다. 하지만 그의 본질은 포커 페이스 너머에 숨어있다. 플레이 스타일은 올라운더이며, 필살기는 드롭샷, 히구마오토시(후지 슈스케의 '불곰덫'과 동일한 기술), 마음을 닫기이다. 마음을 닫기는 쓸데없는 감정은 일절 배제하고 시합 정황을 순간적으로 판단하여 기술을 구사하는 것이다. 이런 오시타리는 '천의 기술을 가진 천재'라는 말을 듣는다. 성우는 키우치 히데노부(일본판), 엄상현(애니맥스)이다.
무카히 가쿠토
3학년으로, 세이가쿠의 키쿠마루 에이지와 똑같이 곡예플레이를 즐긴다. 하지만 무카히가 키쿠마루보다는 더 아크로바틱한 스타일의 선수다. 무카히는 문-사루토로 상대선수를 혼란시키고 경기를 빨리 끝내는 속공형이다. 그러나, 무카히는 다른 선수들에 비해 스태미너가 약하여, 경기가 길게 이어질 경우 빨리 지친다는 것이 단점이다. 특기는 곡예플레이이다. 성우는 호시 소이치로(일본판), 신용우(애니맥스)이다.
아쿠타가와 지로
3학년으로, 잠이 많기 때문에 잠을 자고 있는 모습이나 졸린 눈으로 많이 등장하지만, 관심이 가는 것을 발견하거나, 강한 상대를 만나면 금세 활발해지는 마이페이스형 캐릭터이다. 스타일은 전형적인 "서브&발리"선수로, 릿카이대의 마루이 분타의 테니스 스타일에서 많은 영향을 받았다. 특기는 매직발리이다. 성우는 우에다 유지다.
시시도 료
3학년으로, 도쿄 도대회에서 후도미네의 부장 타치바나 깃페이에게 6-0으로 참패하고 준레귤러로 강등되지만, 그 후 매우 열심히 훈련하여 교내랭킹전에서 효테이 테니스부의 레귤러 중 한 명인 타키 하기노스케를 이기고 다시 레귤러로 복귀한다. 원래는 단식 플레이어이지만, 레귤러로 복귀한 후에는 복식 플레이어로 전향한다. 테니스 스타일은 카운터 펀처이며, 특기는 초고속 라이징 카운터, 오스트랠리안 포메이션 봉쇄이다. 성우는 쿠스다 토시유키(일본판), 김정훈(애니맥스)이다.
오오토리 쵸타로
2학년으로, 주로 단식경기 보다는 복식경기에 많이 출전한다. 시시도 료랑 복식페어를 이루고 있다. 오오토리의 스컷드 서브는 프로 수준으로, 서브만으로 게임을 이긴 적도 있다. 하지만 스컷드 서브의 컨트롤은 정확하지 않다는 것이 단점이다. 스타일은 서브&발리어이며, 특기는 스컷드 서브, 네오 스컷드 서브이다. 성우는 나미카와 다이스케다.
카바지 무네히로
2학년으로, 늘 아토베를 따르고, 시키는 것은 무엇이든 한다.(테니스의 왕자 40,5권에서 아토베는 카바지가 4살 때부터 자신을 따랐다고 한다.) 플레이 스타일은 항상 시합 때마다 변한다.(상대방에 따라 스타일이 다르고, 때로는 상대 선수의 스타일을 카피한다.) 엄청난 거구이며, 괴력을 지니고 있다. 특기는 카피이다. 성우는 츠루오카 사토시다.
히요시 와카시
2학년으로, 레귤러인 시시도 료가 후도미네와의 경기에서 완패하자 시시도 료를 준레귤러로 강등하고, 준레귤러였던 히요시가 레귤러가 된다. 항상 말을 할 때마다 "하극상(下剋上)이다" 라고 한다. 히요시는 아토베를 이어서 효테이 테니스부의 차기부장감이라는 말을 자주 듣는다. 그리고 히요시는 현재 테니스부의 부장인 아토베를 꺽고 자신이 효테이의 단식1이 되기를 원한다. 아버지가 고무술(古武術) 도장의 관장이어서 타격 자세에 고무술의 영향을 많이 받았다. 플레이스타일은 어그레시브베이스라이너이며, 특기는 고무술테니스이다. 성우는 이와사키 마사미(일본판), 현경수(애니맥스)이다.
타키 하기노스케
3학년으로, 원래는 레귤러이었지만, 시시도 료와의 테니스 시합에서 1-6으로 대패하자 준레귤러로 강등된다. 준레귤러가 된 후에는 서브속도, 시합속도 재기 등을 맡고 있고, 효테이 테니부의 회계 담당이다. 특기는 브레이킹 플랫(원작이나 애니메이션에서는 등장하지 않으나, 게임에서는 등장)이다. 성우는 키야스 코헤이다.

### 성루돌프 레귤러
미즈키 하지메
3학년으로, 성루돌프 테니부의 매니저와 선수를 겸임하고 있다. 주로 선수들의 데이터를 수집하고, 수집한 데이터를 분석하여 선수의 약점을 찾는다. 또한 곱슬거리는 머리를 꼬며 웃는 버릇이 있다. 도대회에서 탈락한 이후에는 타교의 데이터를 수집한다. 성루돌프가 신흥강호가 되게 만든 사람은 미즈키로 타교의 선수들을 스카웃을 하며 성루돌프 테니스부의 전력강화를 시키고,(대표적인 선수라면 세이가쿠의 후지 유타, 롯카쿠의 키사라즈 아츠시 등이 있다.) 선수들 개개인의 훈련분량을 직접 만든다. 특기는 데이터테니스이다. 성우는 이시다 아키라다.
후지 유타
2학년으로, 세이가쿠의 레귤러인 후지 슈스케의 동생이다. 형과 같은 중학교를 다녔으나, 학교에서 형과 비교를 당하기 싫어하여, 성루돌프로 전학을 간다(미즈키 하지메의 영향). 왼손잡이 테니스 선수들과 많이 시합을 하여서 "왼손잡이 킬러"라는 별명을 얻는다. 특기는 트위스트 스핀샷, 라이징샷. 성우는 토미타 마코토다.
아카자와 요시로
3학년으로, 성루돌프 테니스부의 부장이다. 불같은 성격으로 까무잡잡한 피부가 특징이다. 단식에서는 전국급의 실력을 가지고 있다 하나, 단식경기에 출전하는 모습은 등장하지 않는다. 성루돌프 선수의 상당수는 미즈키가 다른 학교에서 스카우트했지만, 아카자와와 카네다는 원래부터 성루돌프 중학교에 다니던 학생이다. 특기는 흔들리는 공이다.
키사라즈 아츠시
3학년으로, 롯카쿠의 레귤러인 키사라즈 료의 쌍둥이 동생이다. 롯카쿠 중학교에 다녔으나, 미즈키가 스카우트하였다(팬북 20.5에 수록된 외전에 따르면 미즈키는 원래 키사라즈 료를 스카우트하려 했으나 둘을 헷갈리고 말았다고 한다). 늘 머리띠를 하고 있다(미즈키가 시켰다). 야나기사와 신야와 복식페어를 이루고 있다. 특기는 페인트하이발리이다.
야나기사와 신야
3학년으로, 역시 미즈키가 스카우트한 선수이다. 말이 많고 촐싹대는 성격이어서 '촉새'로 불린다. 그러나, 긍정적인 성격과 여유있는 태도로 시합을 즐기는 면목도 있다. 키사라즈 아츠시와 복식페어를 이루고 있다. 특기는 상대방을 약올리는 말 공격이다.
카네다 이치로
2학년으로, 아카자와와 마찬가지로 미즈키가 스카우트하지 않고 원래부터 성루돌프 중학교의 학생이다. 딱히 이렇다 할 특기가 없어 평범한 것처럼 보이지만, 풍부한 지식과 판단 능력, 선배이자 부장인 아카자와에게까지 따끔한 일침을 가하는 용기를 갖추고 있다. 결국 아카자와와 함께 전국급의 실력을 가졌다는 세이가쿠의 골든페어(오이시, 키쿠마루)를 상대로 승리를 거두는 모습을 보여 준다.
노무라 타쿠야
3학년으로, 성루돌프 테니스부의 부부장이다. 역시 미즈키가 스카우트한 선수인 듯하다. 그러나, 시합에 출전하는 모습이 등장하지 않았다. 후지 유타가 '후지 슈스케의 동생'으로 불리는 것을 싫어하는데도 유타가 후지의 동생이라는 것을 언급하다가 매일 유타에게 당한다.

### 시텐호지 레귤러
시라이시 쿠라노스케
3학년으로, 시텐호지 테니스부의 부장이다. 올라운더 플레이어로, 왼손잡이에 팔에 붕대를 감고 있다. 낭비없는 플레이로 "바이블"로 불린다. "엑스터시"라는 말이 입버릇인데 한국에 와서 '기분좋은데'라고 바뀌었다. 테즈카와 같은 레벨의 선수로, 전국대회 준결승에서 후지 슈스케를 이긴 적이 있다. 성우는 호소야 요시마사(일본판), 이주창(애니맥스)이다.
오시타리 켄야
3학년으로, 자타공인 "나니와(오사카)의 스피드 스타"이다. 효테이의 오시타리 유시와 사촌사이, 서로 자신과 상관없는 료마와 킨타로를 두고 자랑대결을 한 적이 있다. 야규의 레이저 빔을 따라잡을 정도의 스피드를 지니고 있다. 카미오와 이시다 테츠의 페어와 복식시합을 할 때 카미오보다 몇 배는 더 빠른 스피드를 발휘해서 주위를 놀라게 했다. 성우는 후쿠야마 쥰(일본판), 손원일(애니맥스)이다.
토야마 킨타로
1학년으로, 이 작품에서 주인공이 될 뻔한 캐릭터이다. 강철체력에 제멋대의 테니스 스타일에 '슈퍼울트라딜리셔스대차륜산바람'이라는 기술을 사용한다. 에치젠 료마를 '코시마에'라고 부른다. 타코야끼를 좋아해 용돈을 여기다가 쏟아부어 돈이 없다고 한다. 성우는 스기모토 유우(일본판), 정소영(애니맥스)이다.
치토세 센리
3학년으로, '재기환발의 극한'을 스토리 최초로 사용하고 토야마와 에치젠의 시합에서 에치젠이 '천의무봉의 극한'에 도달했던 걸 눈치챘던 무아의 경지 마니아이다. 나막신 한 쪽의 무게가 6KG인데 이걸 신고 걸어 다닌다. 성우는 오오스가 쥰(일본판), 엄상현(애니맥스)이다.
자이젠 히카루
2학년으로, 시텐호지 테니스부의 차기부장으로 노려진다. 별명은 천재 자이젠으로, 중학교1학년때 처음 테니스를 시작했으나 전국에서도 통할 실력을 가졌다. 그러나 치토세와 테즈카의 재기환발에 의해 빛을 보지 못하는 비운의 캐릭터이다. 평균체온이 35℃라고 한다. 성우는 아라키 히로후미(일본판), 임경명(애니맥스)이다.
히토우지 유우지
3학년으로, 콘지키 코하루와 개그콤비 복식페어를 짜고 있으며 흉내내기가 주특기이다. 눈에 끼고 다니는 안대나 개그소 품들은 직접 제작할 정도로 손재주가 좋다. 테니프리 공식 팬북 40.5권에서 이상형란에 '코하루♥'를 쓴 걸 보면 진심으로 좋아하는데 그 사랑이 자신을 바라보지 않는 비운의 순애남인 걸 알 수 있다. 잘 보면 잘생긴 편인데 호모에 미친 개그력으로 인해 미모가 파묻힌 캐릭터이기도 하다. 성우는 쿠마부치 스구루(일본판), 최원형(애니맥스)이다.
콘지키 코하루
3학년으로, 히토우지 유우지와 개그콤비 복식페어를 짜고 있으며 아이큐가 200인 이누이보다 더한 정보 테니스의 대가이다. 히토우지를 부를 때 '유우킁'이라고 부르는가하면 모모시로는 '모모시럽', 카이도는 '반다나군'(한국판으로는 두건소년)이라고 부르는 걸 보면 오카마인 듯하다. 히토우지의 열려한 사랑과는 반대로 카미오나 카이도, 히요시(OVA켄야와 유시의 코멘트)와 같이 연하를 좋아하는 듯하다. 성우는 나이토 료(일본판), 이상헌(애니맥스)이다.

## 필살기
연재가 진행됨에 따라 ‘테니스’라는 스포츠의 규정을 일탈하며, 인간으로서의 능력을 초월한 필살기들을 구사하게 된다. 일부의 예로는 ‘시합 중에 상대의 기술을 보는 것만으로도 복사해버린다.’라든지 ‘단식으로 시합을 진행하지만, 잔상이 보일 만큼 워낙 재빠르게 움직여 마치 자신을 분신한 것처럼 보인다.’, ‘공을 치는 것만으로도 시합 상대를 피투성이로 만들며, 그 공이 관객석까지 날아가버려 반죽음의 지경에까지 몰아넣는다.’, ‘몸에서 아우라가 분출된다.’, ‘심판대 위로 공이 기어 올라가 서버린다.’, ‘테니스공이 두 동강 난다.’ 등이 있다. 〈공상 과학 독본〉 6권과 7권에서는 이런 필살기들을 실제로 검증했다.
각 등장인물 고유의 필살기에 대해서는 테니스의 왕자의 등장인물을 참조하며, 이 문서에는 특정 인물에 한정되지 않은 기술들을 적시한다.
무아의 경지
집중력이 극한에 이르면 몸에서 아우라가 분출되기 시작하여, 신체 능력이 향상된다. 극도로 일부의 숙련된 선수만이 해낼 수 있는 기술로 여겨져 다른 선수들에게는 하나의 도달점이 되고 있다. 선수들의 실력에 따라서는 의도적으로 무아의 경지를 발동할 수도 있다. 무아의 경지를 발동해내면 지금까지 대결하여 눈과 머리 속을 통해 새겨졌던 상대의 기술, 플레이 스타일 등이 무의식 중에 나타나 플레이 스타일이 불규칙하게 변화하여, 상대의 대응이 매우 힘들어진다. 대신, 체력 소모가 매우 많다는 결점도 존재한다. 더욱 깊은 경지에 오르면 습득할 수 있는 ‘3개의 극한’이 존재한다. 가능한 자는 에치젠 료마와 데즈카 쿠니미츠, 유키무라 세이이치(언급만), 사나다 겐이치로, 키리하라 아카야, 치토세 센리, 카바지 무네히로(모방만), 니오 마사하루(모방만), 케빈이다.
백련자득(百鍊自得)의 극한
3개의 극한 중 하나로, 넘쳐흐르는 무아의 경지의 파워 전부를 몸의 한 부분에 집중시켜 폭발적인 파워를 얻음과 동시에 체력의 소진을 최저한으로 억제한다. 파워를 집중시킨 손으로 반격한 공은 위력이나 회전, 스피드 모두 2배 이상 되돌려주어, 단순한 ‘리턴’이 일격 필살의 위력이 될 수 있다. 다만, 파워를 집중시킨 한 부분 이외의 부위는 소홀할 수 밖에 없어, 받쳐주는 기술이 없다면 쉽게 사용할 수 없다. 가능한 자는 에치젠 료마(손발을 자유자재로 이동 가능), 데즈카 쿠니미츠(왼팔만 가능), 카바지 무네히로(모방, 오른팔만), 니오 마사하루(모방, 오른팔만)이다.
재기환발(才気煥発)의 극한
3개의 극한 중 하나로, 무아의 파워에 의해 두뇌를 활성시켜 순식간에 서브부터 피니시까지 모든 패턴을 시뮬레이션하여 몇 개의 공에 승부가 결정되는지 선언할 수 있다. 그 정확성에 의해 ‘절대 예고’라고 불리지만, 재기환발의 극한을 사용할 수 있는 사람끼리의 대결에서는 능력을 무효화 할 수 있다. 또, 테니스 이외에서는 도움이 되지 않는 경우도 있다. 가능한 자는 에치젠 료마, 데즈카 쿠니미츠, 치토세 센리, 니오 마사하루(모방)이다.
천의무봉(天衣無縫)의 극한
3개의 극한 중 하나로 지금까지 열려진 사람이 거의 없다고 말할 수 있는 극한으로 최종 비결이라고 말할 수 있는 기술이다. 금기의 문이기 때문에 개안자(開眼者)가 어떤 상태에 놓여 있는지 잘 알 수 없지만, 전국 대회 결승에서 료마가 열었을 때는 빛이 반짝 빛나는 것과 같은 아우라가 온 몸에 퍼져, 백련자득의 극한에 의한 타구조차 손 쉽게 쳐내는 유키무라 세이이치 조차 전혀 반응할 수 없을 정도의 빠른 타구를 쳐내, 모든 샷을 돌려주어 손이나 팔도 나타내지 않으면서 승리를 거둔다. 이누이의 해석에 의하면, 무아의 경지나 백련자득의 극한에서 넘쳐 나오는 아우라 전부를 내체에 전부 거둬들여, 압도적인 신체 능력을 얻는 기술로 여겨졌지만, 천의무봉의 극한을 유일하게 터득했다고 하는 전설의 선수 에치젠 난지로의 언급에 의하면 천의무봉의 극한이란 건 애초부터 존재하지 않으며, 억지로 말해본다면 테니스를 처음 시작하여 테니스가 즐겁게 느껴진 어린 시절엔 모두가 다 천의무봉이라고 한다. 가능한 자는 에치젠 료마밖에 없지만, 28년 전에 천의무봉의 극한에 이르고 있던 난지로와 신 테니스의 왕자에서 데즈카 쿠니미츠도 천의 무봉의 극한에 이르렀다

## 텔레비전 애니메이션
2001년 10월 10일부터 2005년 3월 30일까지 TV 도쿄 계열과 기후 방송을 통해 수요일 저녁 7시부터 7시 27분까지 방송되었다.
전 178화이며, DVD와 비디오로는 전 45권이다.
1년 동안에 걸쳐서 방영하려 했으나 인기에 의해 연장이 되어, 애니메이션 속 스토리가 원작 스토리를 추월하는 일이 일어났다.
중간에 애니메이션 만의 오리지널 스토리를 집어 넣는 등으로 방송해 나갔지만, 결국 스토리가 모두 끝나기 전에 방송이 종료된다.
이에 따라, 속편으로 OVA화가 결정되어, 2006년 3월 24일부터 격월 간 발매하고 있다.
대한민국에서는 2003년 3월 31일부터 9월까지 투니버스에서 48화까지 방영되다 중도 종영되었다. 방송 이전 투니버스에서는 파워퍼프걸 후속으로 3월 26일부터 수요만화로 방영하기로 결정했으나 사정으로 인하여 월, 화요일에 방영하기로 결정되었다.

## 실사 영화
2006년 5월 13일에 일본 전국에 개봉했다.